# Rapentósa
Rapentósa (Rapentosa) är en ort i Grekland.   Den ligger i prefekturen Nomarchía Anatolikís Attikís och regionen Attika, i den sydöstra delen av landet, 21 km nordost om huvudstaden Aten. Rapentósa ligger 327 meter över havet och antalet invånare är 106.
Terrängen runt Rapentósa är huvudsakligen kuperad, men åt nordväst är den platt.Runt Rapentósa är det tätbefolkat, med 286 invånare per kvadratkilometer. Närmaste större samhälle är Acharnes, 14,9 km väster om Rapentósa. Trakten runt Rapentósa består till största delen av jordbruksmark.